# Australostolus
Australostolus is een geslacht van wantsen uit de familie van de Aenictopecheidae. Het geslacht werd voor het eerst wetenschappelijk beschreven door Štys in 1980.

## Soorten
Het genus is monotypisch en bevat alleen de volgende soort:

- Australostolus monteithi Štys, 1980